# 與妳的奇蹟
《與你的奇蹟》（日语：キミとのキセキ）是傑尼斯事務所旗下日本男子團體Kis-My-Ft2的第8張單曲，於2013年8月14日由avex trax發售。

## 概要
- 《與你的奇蹟》是TBS電視劇《歌舞伎華之戀》的主題曲。
- B面曲《Diamond Honey》是DHC「藥用暗瘡控制系列」的電視廣告歌曲。
- 此單曲有4個版本，分別有「初回生產限定盤A - B」、「通常盤」和「Kiss My Shop盤」。「初回生産限定盤A」收錄了《與你的奇蹟》的PV和製作花絮（Making）；「初回生產限定盤B」收錄了《掌心》的PV和製作花絮（Off-Shot）。「通常盤」收錄了B面曲《Diamond Honey》。
- 在2013年8月26日於Oricon公信榜單曲週榜取得第1名。

## 收錄内容

### 初回生產限定盤A
CD
1. 與你的奇蹟
（作詞・作曲：市川喜康・マシコタツロウ・ha-j、編曲：CHOKKAKU）
2. 掌心
（作詞・作曲：江畑兵衛、編曲：CMJK）

DVD
1. 與你的奇蹟（MUSIC VIDEO）
2. 與你的奇蹟（Off Shot）

### 初回生產限定盤B
CD
1. 與你的奇蹟
2. 掌心

DVD
1. 掌心（MUSIC VIDEO）
2. 掌心（Off Shot）

### 通常盤
1. 與你的奇蹟
2. 掌心
3. Diamond Honey
（作詞：zopp、作曲：Steven Lee・Goldfingerz・ドリュー・ライアン・スコット、編曲：Steven Lee・Goldfingerz）

## 外部連結
- Kis-My-Ft2官方網站介紹網頁[永久]
- Johnny's net （页面存档备份，存于）